# Vera Lynn
Dame Vera Margaret Lynn, CH, OBE, OStJ (nascuda Welch; 20 de març de 1917 - 18 de juny de 2020), també coneguda popularment com the Forces' Sweetheart, va ser una cantant de pop tradicional, cantautora i actriu anglesa. Les seves cançons i espectacles van ser molt populars durant la Segona Guerra Mundial.
Durant la guerra feu gires per Egipte, Índia i Birmània, fent concerts per entretenir les tropes britàniques a ultramar. Les seves cançons més conegudes són We'll Meet Again, The White Cliffs of Dover, A Nightingale Sang in Berkeley Square i There'll Always Be an England.
Va seguir sent popular després de la guerra, apareixent a la ràdio i a la televisió britànica i americana, i va gravar èxits com Auf Wiederseh'n Sweetheart i el seu número u al Regne Unit My Son, My Son. El seu últim senzill, I Love This Land, va ser llançat per marcar el final de la Guerra de les Malvines. El 2009, als 92 anys, va convertir-se en l'artista més gran en arribar al número u a la UK Albums Chart, amb We'll Meet Again: The Very Best of Vera Lynn. Va llançar l'àlbum Vera Lynn 100 el 2017 per commemorar els seus cent anys, i l'enregistrament va arribar al número 3 de la llista dels més venuts. L'àlbum la va fer l'artista de més edat que n'havia gravat un, i la primera centenària amb un àlbum a les llistes.
Lynn va treballar també en obres caritatives amb antics soldats, nens discapacitats i malaltes de càncer de mama. El 2000 va ser nomenada la britànica que millor exemplificava l'esperit del segle xx.